# Yacón

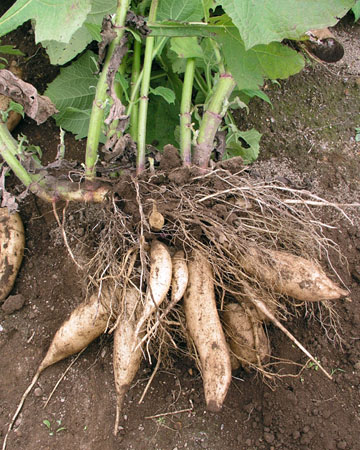

Yacón – roślina Smallanthus sonchifolius, hodowana w Andach ze względu na chrupkie i słodkie kłącza, w smaku podobne do jicamy, chociaż rośliny te nie są spokrewnione. Słodki posmak zawdzięczają zawartości inuliny. Z liści sporządza się herbatkę, zalecaną przy cukrzycy, gdyż cukier zawarty w roślinie, tzw. fruktooligosacharyd nie jest przyswajany przez organizm człowieka.

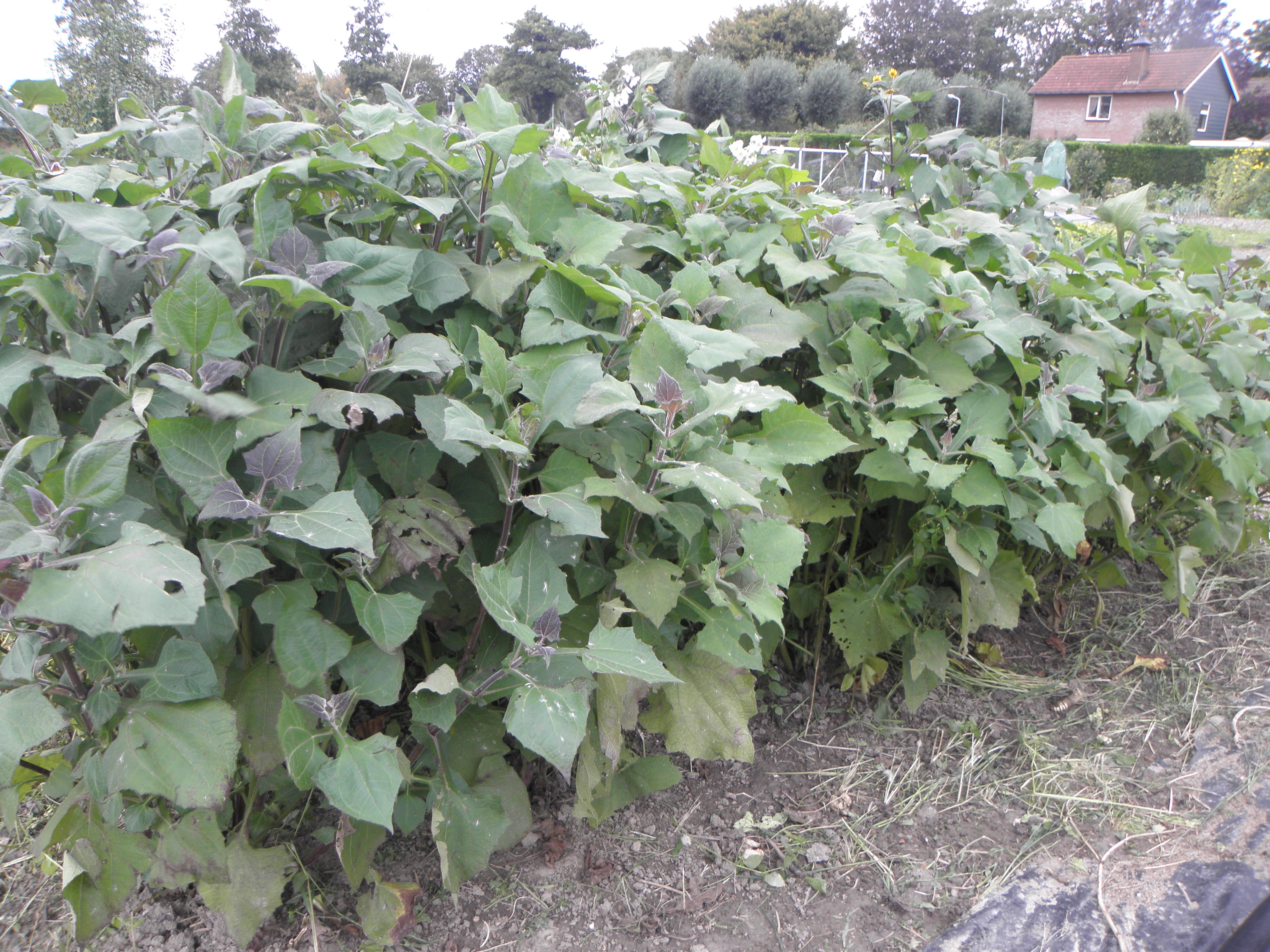
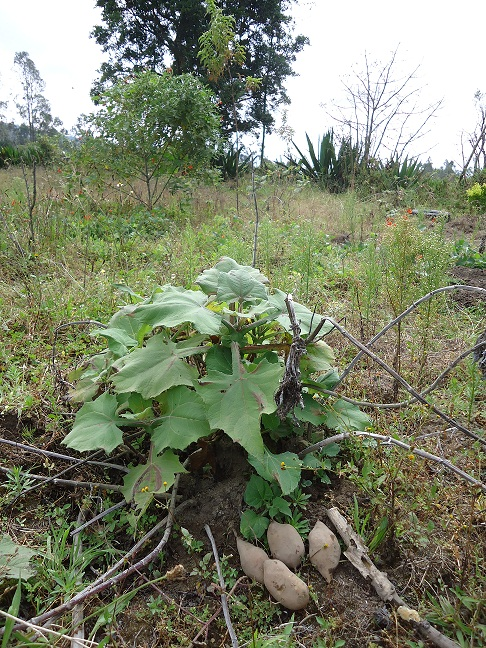
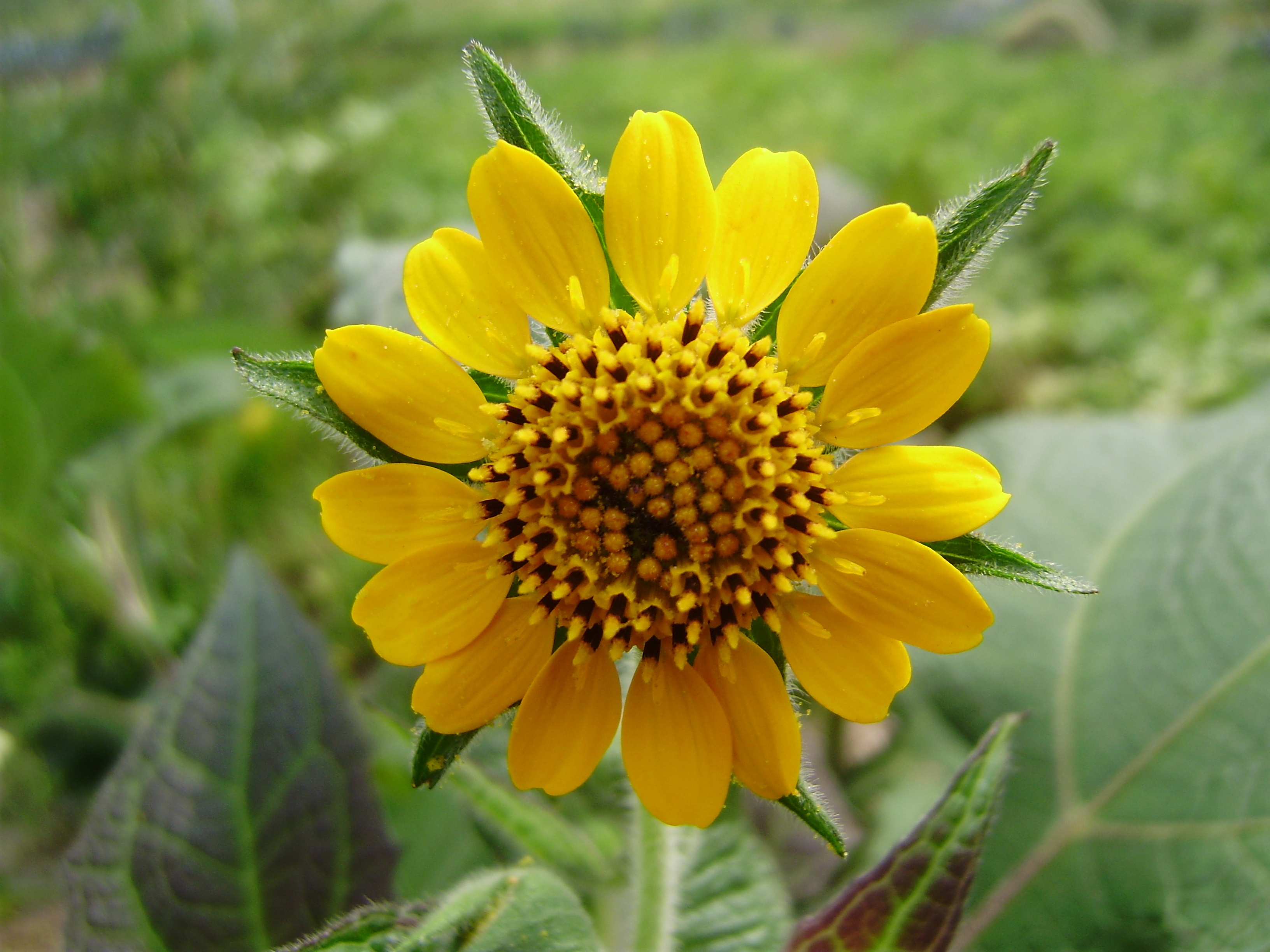
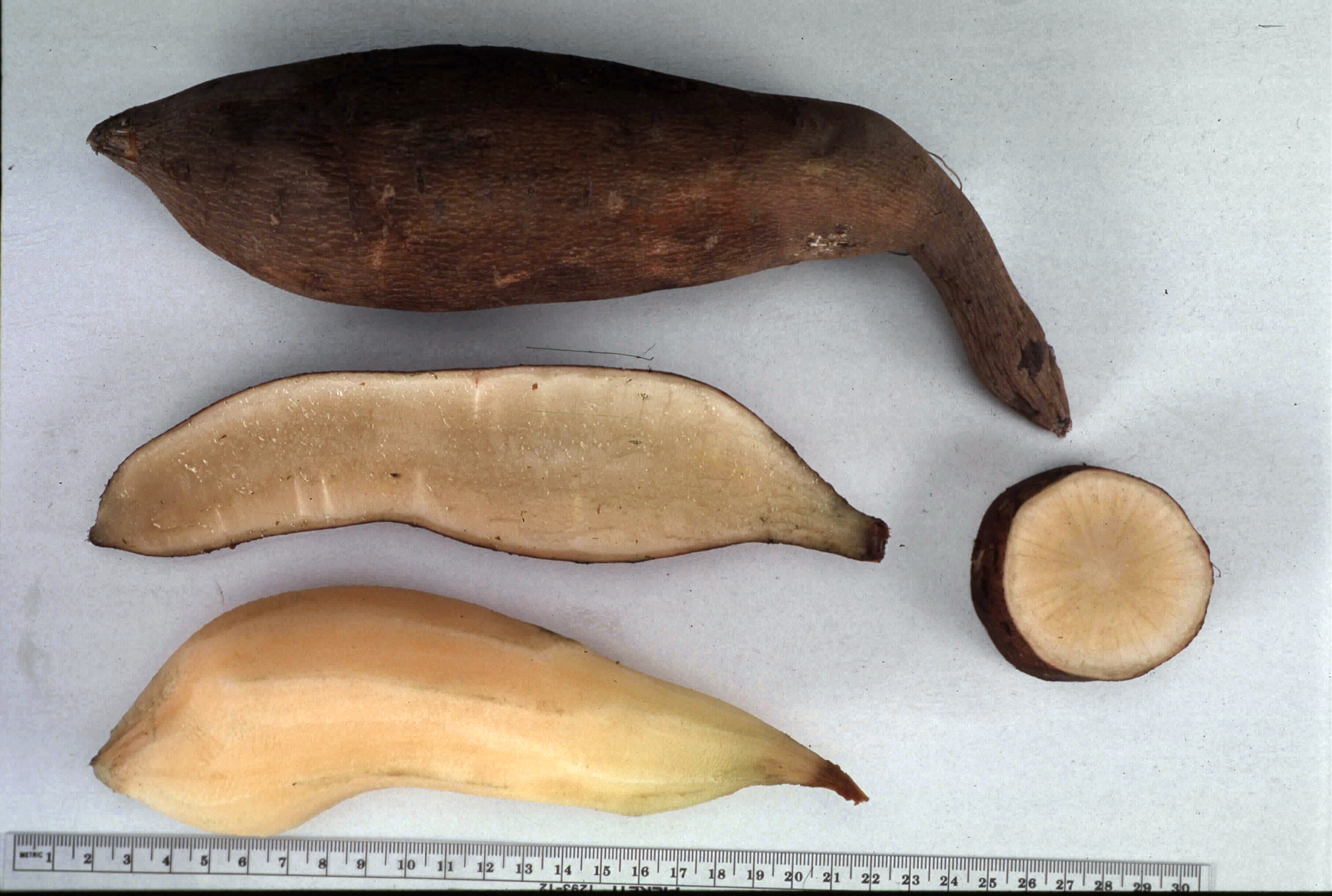